# Îles Paracels
Les îles Paracels (en vietnamien Quần đảo Hoàng Sa "îles de sable doré", en mandarin 西沙群岛 "Îles Xisha") sont un archipel de petites îles coralliennes inhabitées jusqu'en 2013, situées en mer de Chine méridionale. Elles sont situées à environ 300 km au Sud-Est de l'île chinoise de Hainan et sont constituées d'environ 130 îlots coralliens répartis sur une zone de 250 km de long sur 100 de large.
Cependant, comme les îles Spratleys, les Paracels font l'objet d'une importante rivalité géopolitique. Elles sont revendiquées par le Viêt Nam, et la souveraineté « chinoise », sur le plan de l'ordre diplomatique international, est par ailleurs juridiquement non tranchée entre la république populaire de Chine et Taïwan.[réf. nécessaire]
La possession de ces îles est d'autant plus importante qu'elles se situent dans une riche zone de pêche, et que des gisements de pétrole se trouvent potentiellement sur leur plateau continental.

## Géographie

### Situation générale
Les îles Paracels sont situées en mer de Chine méridionale, aux alentours de 16° 30′ N, 112° 00′ E. L'île principale, Yongxing (ou Woody Island), se situe à 296 km au sud-est de l'île chinoise de Hainan et à 403 km à l'est-nord-est de la péninsule Ba Làng An, sur la côte de la province vietnamienne de Quảng Ngãi.
Elles bénéficient d'un climat tropical, et subissent les typhons fréquents de la mer de Chine méridionale. Les pluies y sont abondantes, la saison des pluies dure cinq à six mois chaque année. Les températures sont élevées tout au long de l'année (en moyenne 26,5 °C, 23 °C en janvier et 29 °C en juin). L'air y est humide et salé. Le ciel y est généralement dégagé et le temps ensoleillé.
Les îles Paracels forment un archipel d'environ 130 îles coralliennes, récifs, récifs découvrants et hauts fonds, répartis sur une zone de 250 km de long sur 100 de large. Elles sont sans relief notable, leur point culminant qui se situe sur l'île Rocheuse n'a qu'une altitude de 14 mètres.
Au total, la superficie totale des îles Paracels approche les 150 kilomètres carrés, avec 518 km de côtes.

### Principales îles
Le banc du Nord ou banc Hotspur, un récif, est le point le plus avancé vers le nord-ouest. C'est un récif au ras de l'eau, laissant au sud-ouest une passe vers un lagon intérieur.
Le sous-archipel des îles de l'Amphitrite est situé au nord-est des Paracels, vers 16° 45′ N, 112° 30′ E.
Ce groupe est formé d'îles basses sablonneuses (cay), et de lagons entourés de récifs coralliens.
Les îles de l'Amphitrite ont été nommées d'après la frégate française Amphitrite qui emportait vers la Chine des missionnaires jésuites,,.
La partie nord de ces îles est formée d'îles basses reliées par des récifs, sans source d'eau potable. La présence de quelques cocotiers sur la plus à l'ouest lui a valu le nom de l'île aux arbres (Tree island).
Séparée de la précédente par un chenal d'eau profonde, la partie sud est formée par l'île aux bois (Woody island), couverte de petits arbres et arrosée par un ruisseau, et l'île aux roches (Rocky island), reliées par un récif. Ces deux îles sont à présent reliées par la piste d'aéroport que les chinois y ont construite.
Encore plus au sud, ce groupe est bordé par les hauts fonds d'un atoll submergé.
Le point le plus à l'est de l'archipel des Paracels est l'île Lincoln (16° 45′ N, 112° 45′ E), île basse entourée de récifs et possédant une source d'eau entourée de récifs coralliens. L'île est couverte de buissons et d'arbres, y compris des cocotiers.
À environ 8 milles marins au SE se trouve la roche pyramide (Pyramid rock), petite île inhabitable.
Au sud de cette zone l'archipel comprend un groupe de cinq hauts fonds atolls submergés.
À l'extrémité sud-est des îles Paracels se trouve le banc Bombay (Bombay reef), un récif de forme oblongue, qui a été cartographié par un navire du même nom. Il est formé de récifs coralliens en grande partie submergés, entourant un lagon profond.

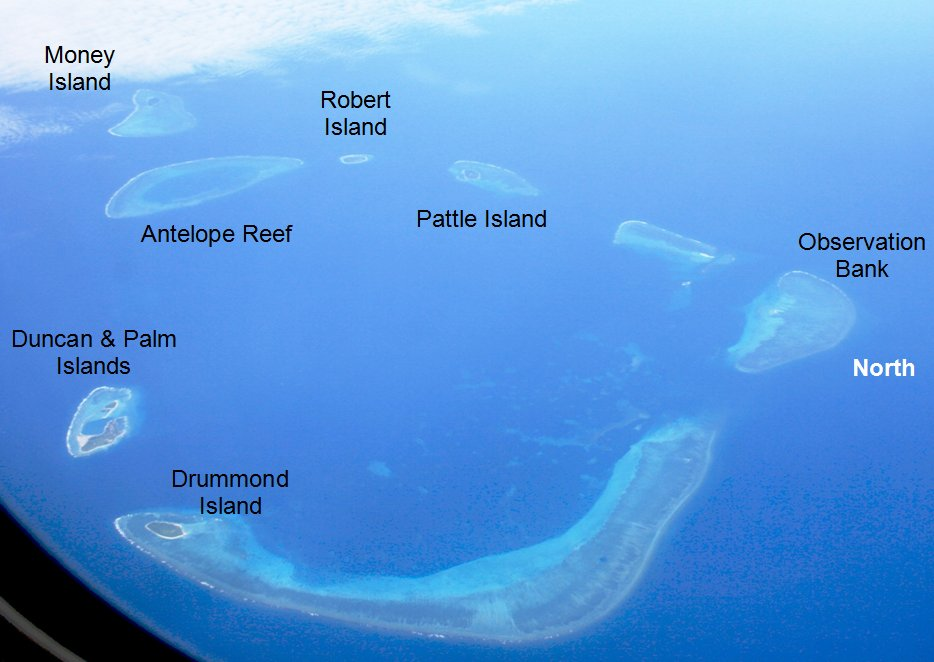
La chaîne du Croissant vue vers l'Ouest.

Au centre ouest des Paracels, la chaîne du Croissant (Crescent group) se situe à près de 70 km au sud-ouest des îles de l'Amphitrite, vers 16° 30′ N, 111° 42′ E. C'est une chaîne d'îles et de récifs, de 31 km d'est en ouest et 15 km du nord au sud, dont la forme générale est celle d'un croissant ouvert vers le sud, délimitant un lagon central très profond. En dehors des petites cayes, toutes les îles de ce groupe sont couvertes de végétation.
Les îles de ce groupe sont nommées d'après des membres de la Compagnie britannique des Indes orientales. Trois étaient membres du comité directeur de Canton : James Drummond, Thomas Pattle et John William Roberts.
Jonathan Duncan était gouverneur du conseil de Bombay, et William Taylor Money était surintendant de la flotte de Bombay.
À une dizaine de milles au sud du groupe du Croissant se trouve le banc Discovery (Discovery reef), un récif formant un grand atoll allongé, d'une quinzaine de milles d'est en ouest. Entièrement submergé, c'est la structure la plus grande des îles Paracels. Le récif a deux passes profondes au sud, permettant l'accès à un profond lagon. À proximité, côté océan, se trouve le trou du dragon, considéré comme le trou bleu le plus profond du monde.
Plus à l'Est, le banc Vulador est un récif au ras de l'eau, délimitant un petit lagon, nommé d'après le navire portugais qui l'a reconnu. À 7 milles marin plus au sud du banc Discovery, le Passu Keah est une petite île de sable entourée de récifs.
Enfin, l'île Triton (Triton island) forme l’extrémité sud-ouest des îles Paracels, vers 15° 48′ N, 111° 12′ E, à 56 km au SO du banc Discovery. C'est une île formée de sable et de récifs. Les parties sablonneuses sont couvertes de végétation.

### Occupation humaine
Des restes archéologiques datant de la dynastie Tang (VIIe – IXe siècle) et de la dynastie Song (IXe – XIVe siècle) ont été découverts dans les îles et il y a des traces d'occupation chinoise permanente datant de ces époques.
D'après le Wujing Zongyao, livre publié par les Song en 1044, le gouvernement Song incluait à cette époque l'archipel dans l'aire de patrouille de sa marine de guerre.
L'île aux bois (Woody island) a été occupée par la dynastie Qing (XVIIIe – XXe siècle).
Au XIXe siècle, les Européens relèvent que des pêcheurs du Hainan séjournent régulièrement dans les archipels des Paracels et des Spratleys,.
La France installe sur l'île Pattle une station météorologique en 1932, puis un phare et une station radio en 1937. En 1938, une garnison franco-vietnamienne est installée sur l'Île aux bois.
En 1946, la Chine s'installe dans la partie de l'archipel la plus proche de la Chine (îles de l'Amphitrite) et les pêcheurs chinois y viennent régulièrement.
Vers 1946, après avoir échoué dans sa tentative de conquête de l'Ile aux bois, la France installe une présence permanente pour le compte des Vietnamiens sur l'Ile Pattle, dans les îles du Croissant, à une centaine de km à l'ouest (plus proches de la côte vietnamienne).
En 1950, la république de Chine évacue ses troupes de l'Ile au bois et de Itu Aba vers Taïwan, et pendant six ans les îles ne reçoivent que la visite occasionnelle de pêcheurs de Hainan, jusqu'à ce que la république populaire de Chine rétablisse une présence permanente en 1956 sur l'Ile aux bois.
En 1954-1955 la France, avant les accords de Genève qui vont consacrer le départ des français de l'Indochine, et créer deux états vietnamiens, souhaitait conserver les archipels des Iles Paracels, et Spratleys, avec aussi l'archipel des Iles Poulo-Condore, vu le flou juridique qui régnait à l'époque à propos de ces archipels, surtout les îles Spratleys, et les Paracels, pour rester dans la région de l'Indochine, et aussi, pour avoir une zone économique exclusive (ZEE) des zones maritimes qui entouraient ces îles. Mais avec les pressions américaines, et aussi les revendications chinoises, la France va s'incliner, et abandonner les trois archipels 
Vietnam du sud récupérera définitivement l'archipel des Iles Poulo-Condore en 1955, mais le flou était de rigueur en ce qui concernait les archipels des îles Spratleys, et des Paracels, même si le Vietnam du nord revendiquait ces deux archipels.
En 1974, après le retrait, en 1973, des Américains du Sud-Viet-Nam, la république populaire de Chine a recours à la force pour occuper les îles du Croissant.
Depuis cette date, la Chine est la seule occupante des îles Paracels, y assurant une occupation essentiellement militaire.
En 2012, après avoir annoncé la création d'une nouvelle préfecture couvrant la mer de Chine, le gouvernement chinois annonce l'implantation de militaires sur l'île de Yongxing.

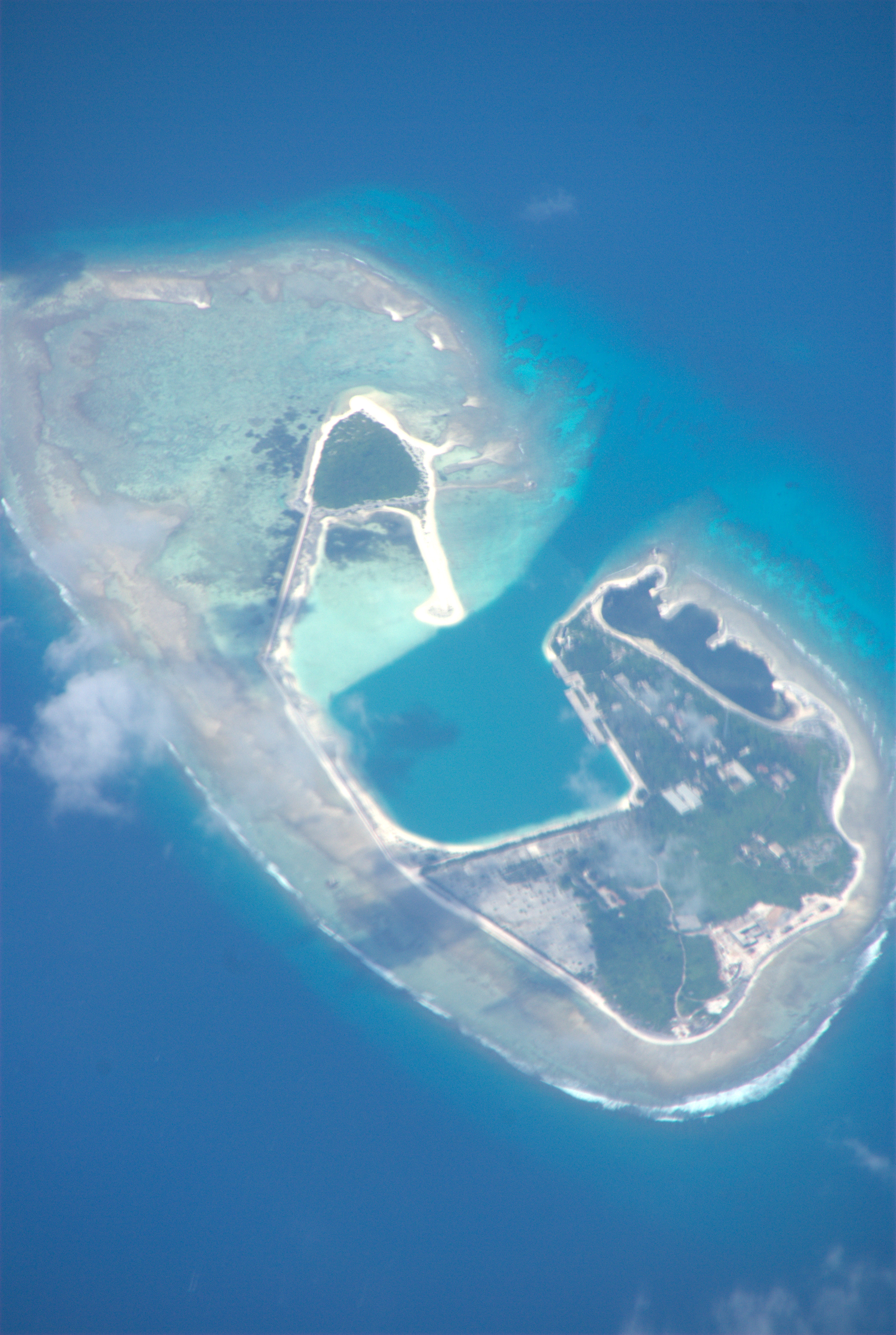
Construction d'un port entre les îles Duncan (décembre 2012)

La principale occupation humaine se situe sur l'Île au Bois (Woody island).
L'Île au Bois avait une population de 1 443 habitants en 2014,,. La population civile de l'île est formée de quelques pêcheurs sédentaires et un grand nombre de pêcheurs de passage.
Les autres îles ne sont occupées que très partiellement. Par superficie décroissante, en 2016 :
- Un port est en cours de creusement sur l'île Lincoln (160 ha), qui dispose d'une source.
- Un port et une petite base sont implantés sur l'île Triton (120 ha), qui dispose d'un héliport.
- L'île Ducan (48 ha) est équipée d'un port important et de radars.
- Une petite base est implantée sur l'île Money (36 ha), qui dispose d'un port.
- Une petite base est implantée sur l'île Pattle (31 ha), qui dispose d'un port et d'un puits.
- Un petit village sur l'île aux arbres (22 ha), qui dispose d'un appontage.
- Un petit village de pêche est situé sur l'île Drummond (21 ha).
- Immédiatement à l'est de l'île aux arbres, sur l'île du Sud (17 ha), quelques bâtiments sont implantés.
- Un bâtiment au nord de l'île du milieu (17 ha).
- Un bâtiment au sud de l'île des Palmes (6 ha).

### Infrastructures
En janvier 2016, des photographies satellites ont montré que la Chine avait fait d’importants travaux d’augmentation de la surface des îles et de construction d’installations militaires dans les Paracels, sur l’île de Yongxing où un aéroport militaire avec une piste longue de 3 km a été construit, Tree Island et North Island dans les îles Amphitrite et Duncan, dans les îles du Croissant.
Les commentateurs ont lié ce travail à la construction à grande échelle d’îles artificielles dans l’archipel des Spratley, la grande muraille de sable.
L'île aux arbres a un port artificiel pouvant accueillir à quai des bâtiments de 5 000 tonnes. Elle dispose également depuis 1990 d'un aéroport avec une piste unique de 2 700 mètres permettant l'atterrissage d'avions de la taille d'un Boeing 737.
Elle est à présent reliée à sa voisine l'île aux Roches (Rocky island) par l'aéroport et une jetée en ciment de 800 mètres.

## Revendication territoriale
Les revendications territoriales ont été rendues confuses par le fait que jusqu'au milieu du XXe siècle, elles n'ont été occupées par aucune présence militaire ou civile permanente. De ce fait, la signification réelle des déclarations de souveraineté des uns et des autres est difficile à déterminer en pratique.

### Rattachements historiques
Pour la Chine, des sources, dont l'authenticité n'est pas assurée, indiquent que vers 210 avant notre ère, la Dynastie Han aurait mis en place une administration pour l’île de Hainan, dont le domaine de compétence incluait les archipels de Nansha (Spratleys) et de Xisha (Îles Paracels). Par la suite, au Xe siècle, la flotte des Song aurait commencé à patrouiller régulièrement les îles Paracels, et le gouvernement impérial a délivré des permis de pêche et des autorisations d’exploitation pour cette zone. Au mieux, l'administration du Hainan sur ces îles semble avoir été très épisodique.
En 1279, l'empereur régnant de la dynastie Yuan mandate Guo Shoujing pour cartographier l'archipel, expédition rapportée par le Yuan Shi. Les cartes datant de cette époque placent invariablement Changsha (les Paracels) et Shitang (les Spratleys) dans le périmètre de l'empire Yuan, mais elle demeurent inhabitées et la revendication chinoise n'a donc d'existence que dans l'administration impériale.
- (zh) 元史/卷162#○史弼 (Wikisource)

Le Vietnam affirme que les Paracels (Hoang Sa en vietnamien) et Spratleys (Truong Sa en vietnamien) ont été découvertes sous la dynastie des Nguyen, du XVIe au XIXe siècle (connaissance confirmée pour les Paracels, mais pas pour les Spratleys).
Du XVIe au XIXe siècle, les flottilles de Hoàng Sa et Bắc Hải, de l'Empire d'Annam, y touchent fréquemment pour en inventorier et exploiter les ressources.

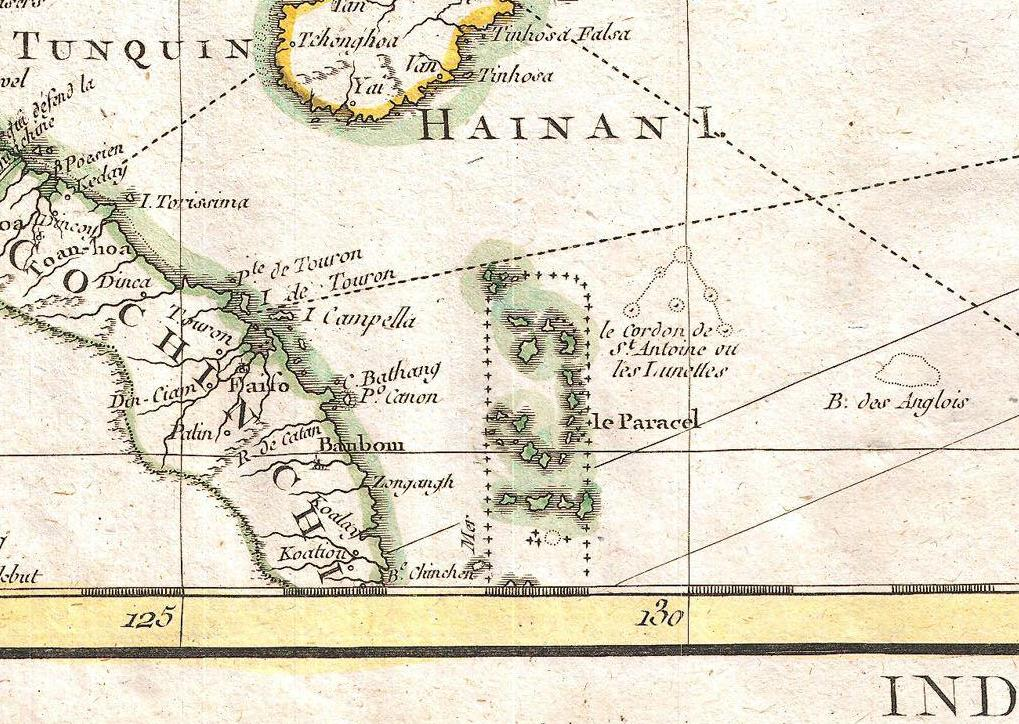
Extrait de la Carte hydro-geo-graphique des Indes Orientales, par Rigobert Bonne, 1771 ; les îles Paracels y font partie de la Cochinchine (Viêt Nam)

Avant la colonisation française, les cartes européennes reconnaissent cependant les Paracels comme appartenant à l'Empire d'Annam.

### Déclarations coloniales de souveraineté (XIXeetXXesiècles)
D'après Jean-Baptiste Chaigneau, l'empereur Gia Long revendiqua officiellement en 1816 la souveraineté sur ce qui correspond de nos jours aux îles Spratleys et Paracels, ces deux archipels ne furent distingués que sous son successeur l'empereur Minh Mạng.
Le traité de Tientsin, signé le 9 juin 1885, met fin à la guerre franco-chinoise et officialise la victoire de la France. Ce traité inégal reprend de manière plus détaillée les principales dispositions de l'accord de Tientsin du 11 mai 1884, signé entre la France et la Chine le 11 mai 1884. L'article 2 obligeant la Chine à reconnaître le protectorat français sur l'Annam et le Tonkin établi par le traité de Hué en juin 1884 lequel précise le traité de 1983, abandonnant implicitement ses propres revendications de suzeraineté sur le Vietnam,.
Certains auteurs chinois ont affirmé que la convention sur la frontière sino-vietnamienne de 1887, signée entre la France et la Chine après la guerre franco-chinoise, déclare que la Chine a la souveraineté sur les îles Spratleys et Paracels. Cela a été démenti par la France parce que la Convention de 1887 entre la France et l'Empire Qing qui a fixé la frontière côtière dans le golfe du Tonkin mais n'a aucun rapport avec les îles Spratly et Paracels parce que ces îles ne sont pas dans le golfe du Tonkin ni n'étaient administrées par le Tonkin, mais étaient associées au royaume d'Annam au centre du Vietnam reconnu protectorat de la France,,.
Après la chute de la dynastie Qing, le nouveau gouvernement du Guangdong décide en 1911 de placer l'archipel des Paracels sous la juridiction de la préfecture du Hainan. En 1921, le gouvernement militaire réaffirme cette décision. Cette administration se manifeste par des licences d'exploitation du guano local, et des protestations diplomatiques contre les incursions étrangères.
Pendant la période de la colonisation française au Viêt Nam, de 1885 à 1939, le Viêt Nam et ses îles sont sous administration de l'Indochine française. En 1932, l'Indochine française déclare prendre possession de l'archipel. Le 27 juillet 1932, le ministre des affaires étrangères chinois donne instruction à son ambassadeur en France pour qu'il délivre une protestation au gouvernement français, contestant cette déclaration de prise de possession par la France.
En 1935, une carte intitulée « carte des îles chinoises dans la mer de Chine méridionale » (Zhongguo nanhai daoyu tu) est publiée par le comité de cartographie terrestre et maritime de la république de Chine.
C'est la première apparition de la « Ligne en neuf traits », ou « Langue de bœuf », une ligne en forme de U englobant toute la mer de Chine du Sud jusqu’au Banc James (ce banc de sable est immergé, mais Pékin le considère toujours comme le point le plus austral du « territoire » chinois).
Le 30 mars 1938, l'empereur vietnamien Bảo Đại rattache par décret impérial les îles Paracels à la province de Thừa Thiên.
Les autorités chinoises n’avaient jamais reconnu ni les occupations ni les revendications étrangères des XIXe et XXe siècles.

### Occupations militaires finXXesiècle
L'archipel est occupé par des troupes franco-vietnamiennes en 1938, pendant la seconde guerre sino-japonaise, malgré les protestations chinoises déclarant que « les déclarations de la Grande-Bretagne et de la France, respectivement faites en 1900 et 1921, ont déjà déclaré que les îles Xisha [Paracels] font partie de la préfecture administrative de l'île du Hainan. De ce fait, les revendications actuelles de l'Annam ou de la France sur les îles Xisha sont totalement injustifiables ».
Pendant la Seconde Guerre mondiale, les îles sont ensuite occupées par la marine japonaise en 1939, après en avoir délogé les Français. En novembre 1943, les Alliés annoncent par la déclaration du Caire que « le Japon se verra retirer toutes les îles du Pacifique qu'il a capturées ou occupées depuis la Première Guerre mondiale en 1914, et tous les territoires volés par le Japon aux Chinois [...] seront restitués à la république de Chine. » Par la suite, cette condition est référencée par la déclaration de Potsdam, ultimatum énonçant les conditions alliées de la reddition du Japon, dont les termes explicitement mentionnés et acceptés dans les actes de capitulation du Japon. Par la suite, la Chine avancera que ces déclarations impliquent que les îles Paracels, qu'elle considère comme historiquement chinoises et occupées par le Japon, doivent lui être « restituées ».

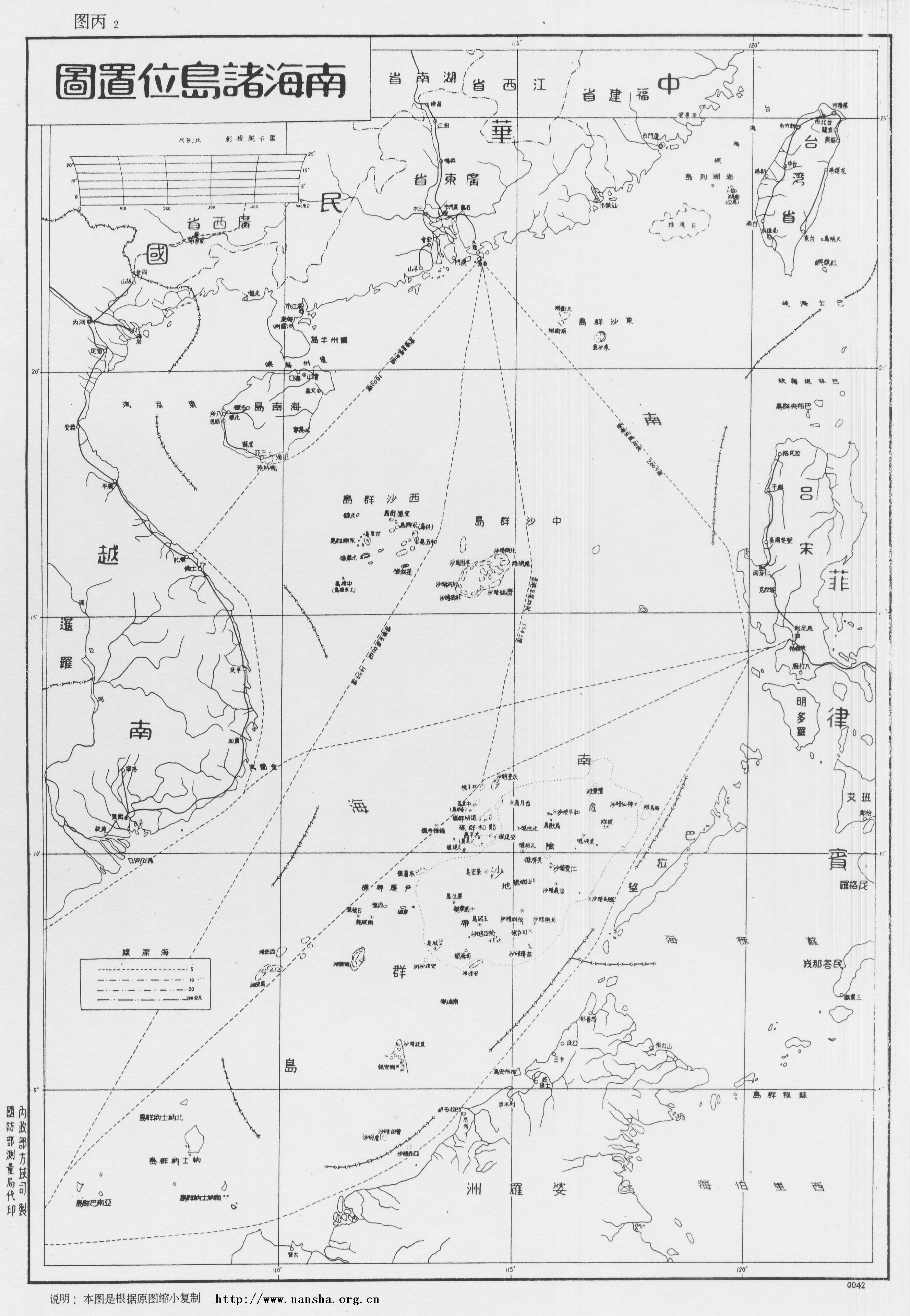
Carte chinoise de 1947 sur laquelle figure la ligne en onze traits.

Les îles sont évacuées par les Japonais à la fin de la guerre. En 1945, la république de Chine s'installe au nord-est dans les îles de l'Amphitrite. En 1946, la France se réinstalle à l'ouest, sur l'île Pattle dans les îles du Croissant, mais évacue la place en septembre. En décembre 1947, la Chine débarque sur l'île Boisée, et publie une carte reprenant la « ligne en neuf traits » pour appuyer ses revendications sur les archipels de la mer de Chine méridionale : toutes les îles de cette région y sont placées sous le contrôle de Hainan (elle-même une île en mer de Chine du Sud).
La France finit par céder les îles Paracels au Viêt Nam le 14 octobre 1950,.
Cependant, la république de Chine s'efface à partir de 1949 devant la république populaire de Chine. L'avènement de la république populaire de Chine conduit en 1950 à évacuer l'archipel, qui restera militairement libre de toute occupation jusqu'en janvier 1974. Avec le traité de San Francisco, signé le 8 septembre 1951, le Japon est officiellement dépossédé des conquêtes de ces archipels réalisées durant la guerre, mais sans préciser le sort de ces archipels (ni celui l'île de Taïwan, qui était japonaise avant la guerre, voir statut de Taïwan).
Dans la mesure où ni la RdC ni la RPC n'avaient été invitées à la table des négociations, à deux reprises, le 15 août et le 18 septembre 1951, la RPC publie une déclaration dénonçant ce traité, le considérant comme illégal et sans effet, et réaffirmant que dans la mer de Chine méridionale, Xisha (îles Paracels), Nansha (îles Spratleys) et Dongsha (îles Pratas, que le traité attribuait aux Nations unies) étaient partie intégrante de la Chine.
En 1958, la république populaire de Chine publia une déclaration définissant la limite de ses eaux territoriales, incluant les Îles Spratleys et les Îles Paracels. Le Premier ministre nord-vietnamien Pham Van Dong envoya une note diplomatique à la Chine, en précisant :

« Nous avons l'honneur de porter à votre connaissance que le gouvernement de la république démocratique du Viêt Nam reconnait et soutient la déclaration datée du 4 septembre 1958 écrite par le gouvernement de Chine, fixant l'étendue des eaux territoriales chinoises. Le gouvernement de la république démocratique du Viêt Nam respecte cette décision,. »

Cependant, le Sud-Viêt Nam réclama la juridiction sur les îles, sur la base de l'occupation française antérieure et envoya des forces armées sur une des îles Paracels en 1973.
En 1974, après le retrait des américains du Sud-Vietnam, la république populaire de Chine a recours à la force pour occuper les îles du Croissant. Une flotte de la république du Viêt Nam (Sud Viêt Nam) est envoyée en vain pour les en empêcher. Les Sud-Vietnamiens requirent l'assistance de la septième flotte américaine, mais leur requête fut ignorée. Après la surprenante amélioration des relations entre la Chine et les États-Unis, en 1971, les États-Unis cherchaient à se désengager du Viêt Nam.

### Revendications modernes

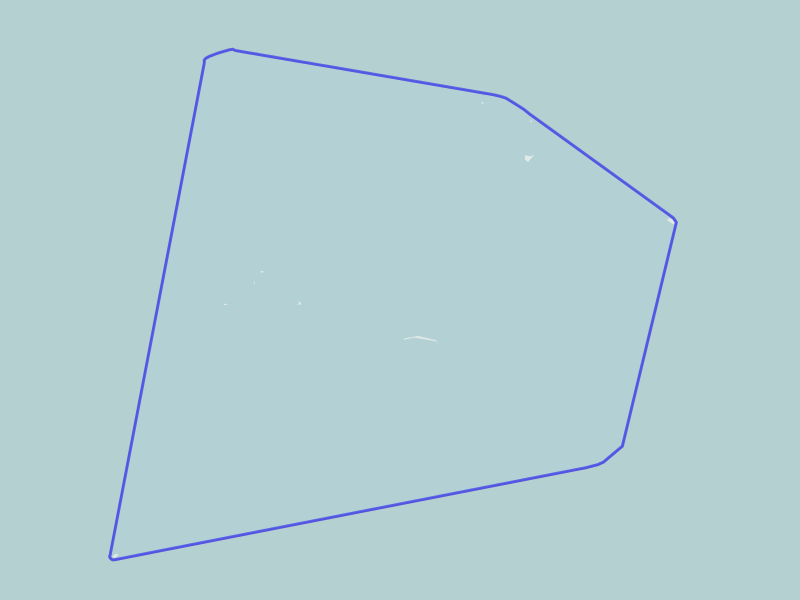
Ligne de base des îles Paracels affichée par la Chine (15 mai 1996),: Elle s'appuie au NO sur le banc Hotspur, au NE sur les îles de l'Amphitrite, l'île Lincoln à l'E, au SE le banc Bombay et au SE l'île Triton.

En 1976, la république du Vietnam nouvellement créée affiche ouvertement ses revendications sur les Paracels, ainsi que sur l’ensemble des Spratleys.
En discussions depuis 1973, la Convention des Nations unies sur le droit de la mer signée en 1982 précise les notions coutumières de zone économique exclusive et le traitement des ressources du plateau continental. Dès lors, les revendications de souveraineté sur l'archipel ont des implications directes sur ce que peut être la zone économique exclusive du pays qui la revendique. Cette convention, à laquelle tous les pays borduriers de la mer de Chine sont signataires, entrera en vigueur en 1994.
En 1992, la Chine édicte une loi sur ses eaux territoriales, selon laquelle elle s’appropriait officiellement et unilatéralement ces deux archipels, dont elle a fait une question nationale.
En 2009, la Chine inclut la ligne en neuf traits dans sa présentation à la Commission des Nations unies pour les limites du plateau continental.

## Articles connexes

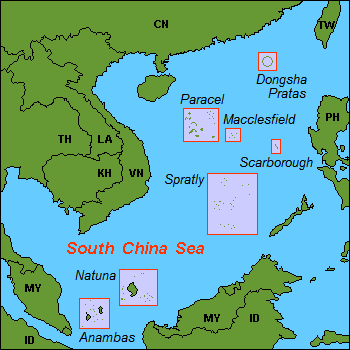
Ensembles de la mer de Chine méridionale

## Images satellites

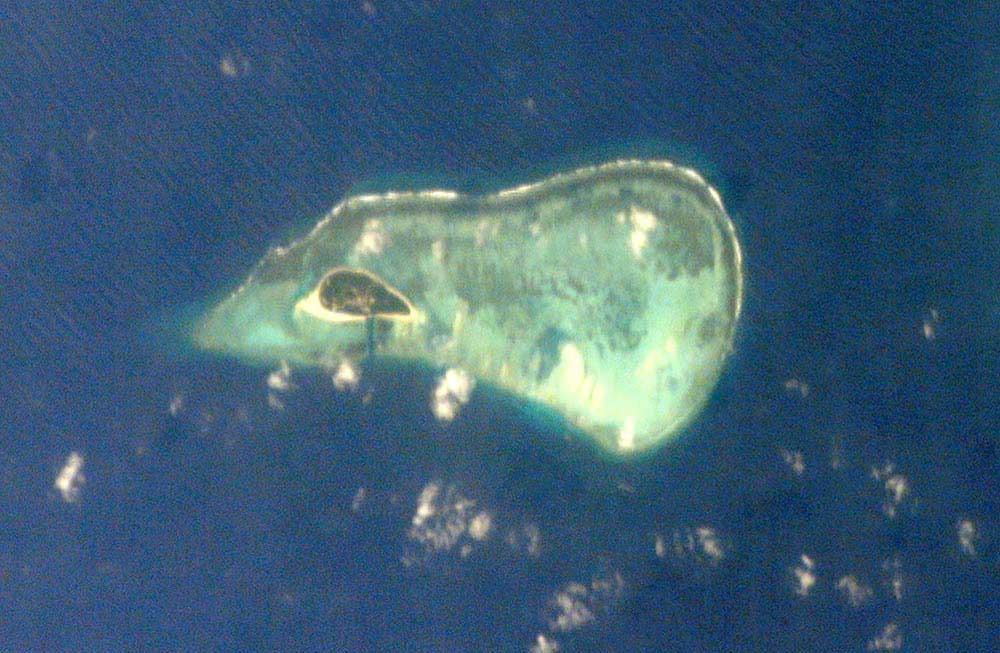
Money Island
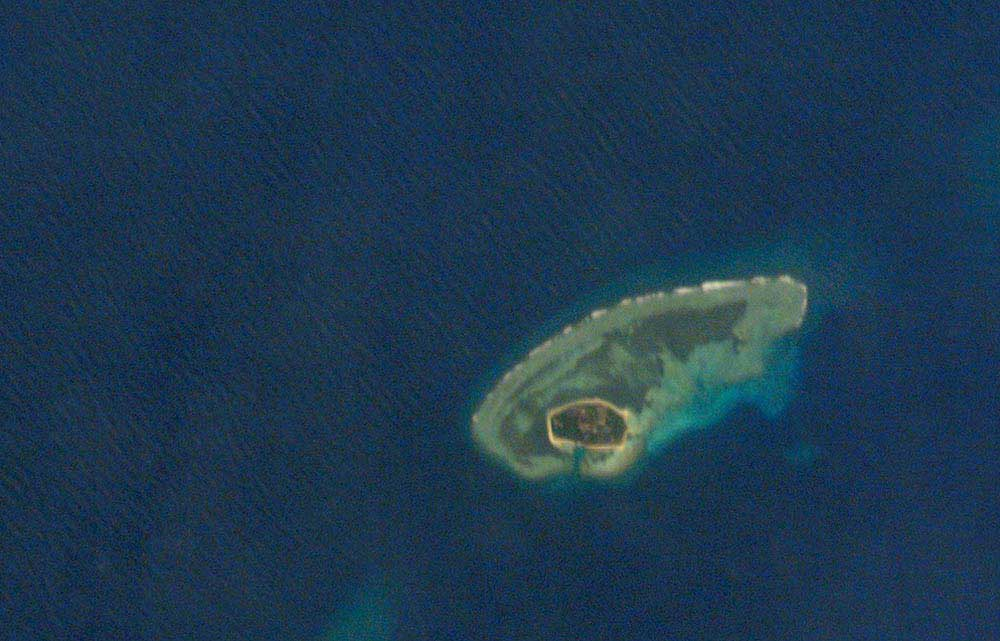
Pattle Island
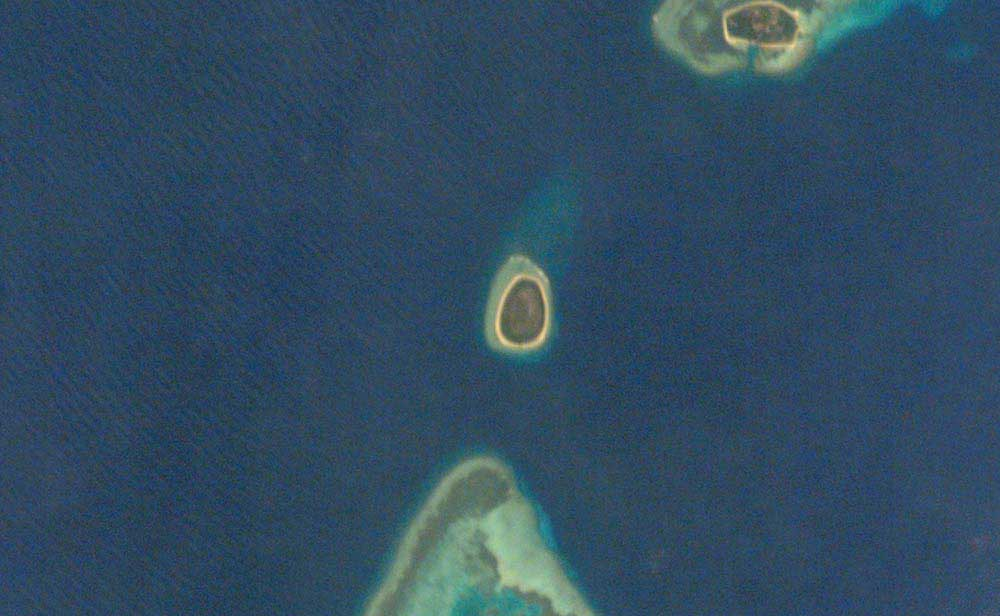
Robert Island
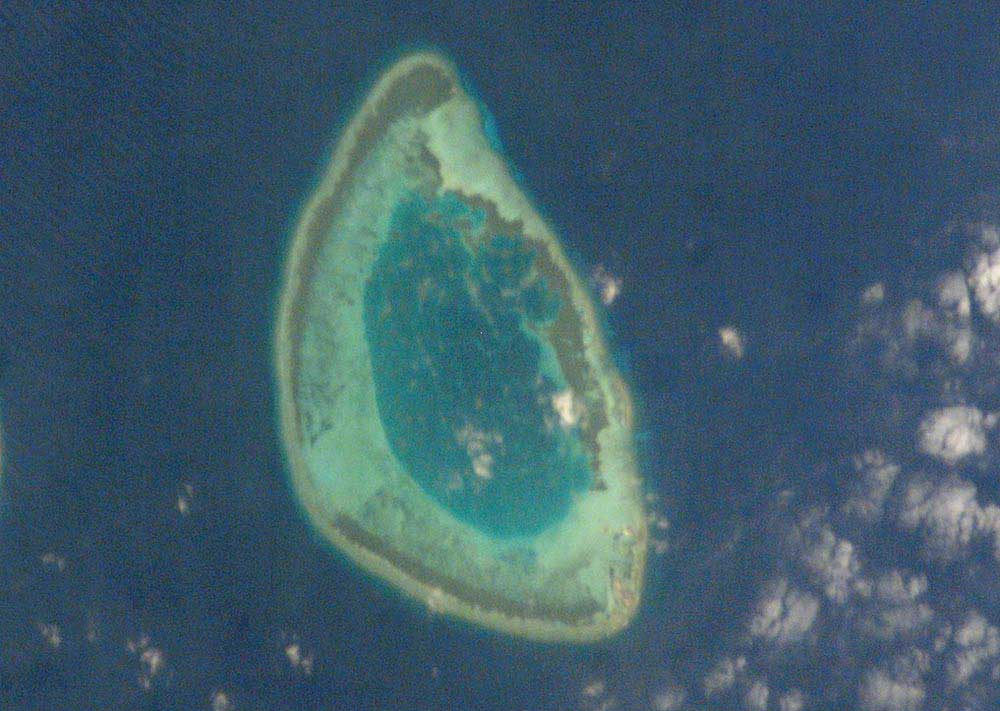
Antelope Reef
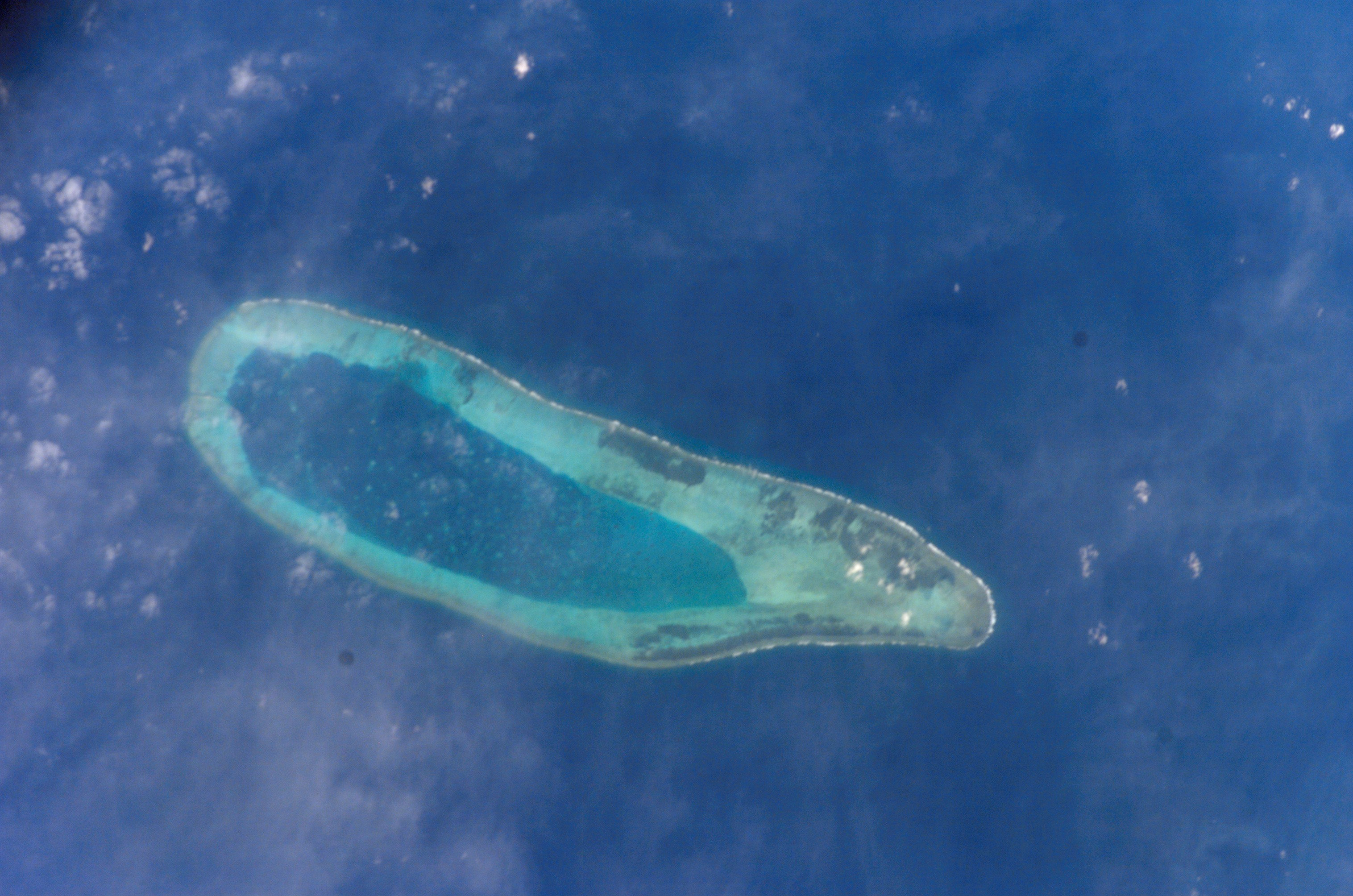
Bombay Reef
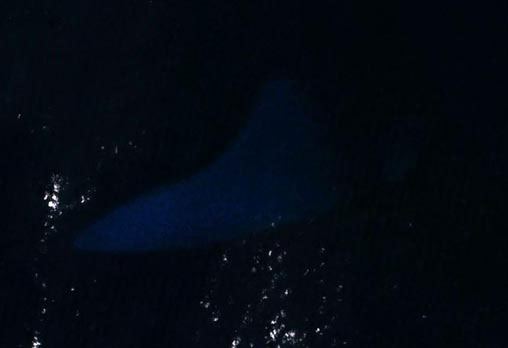
Bremen Bank
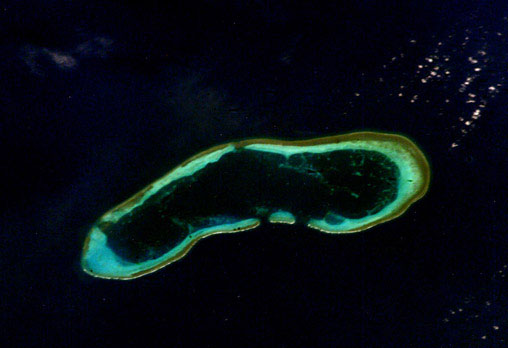
Discovery Reef
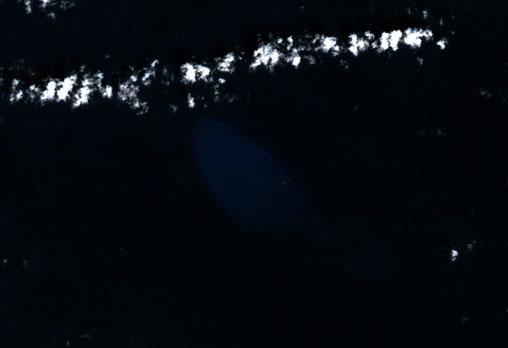
Iltis Bank
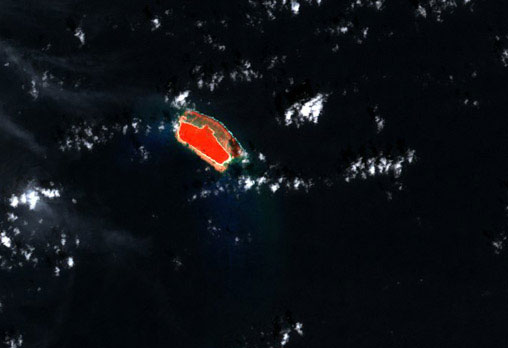
Lincoln Island
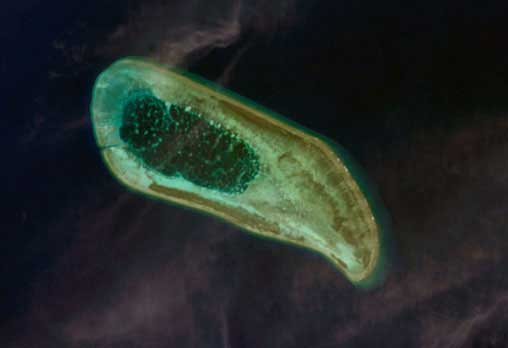
North Reef
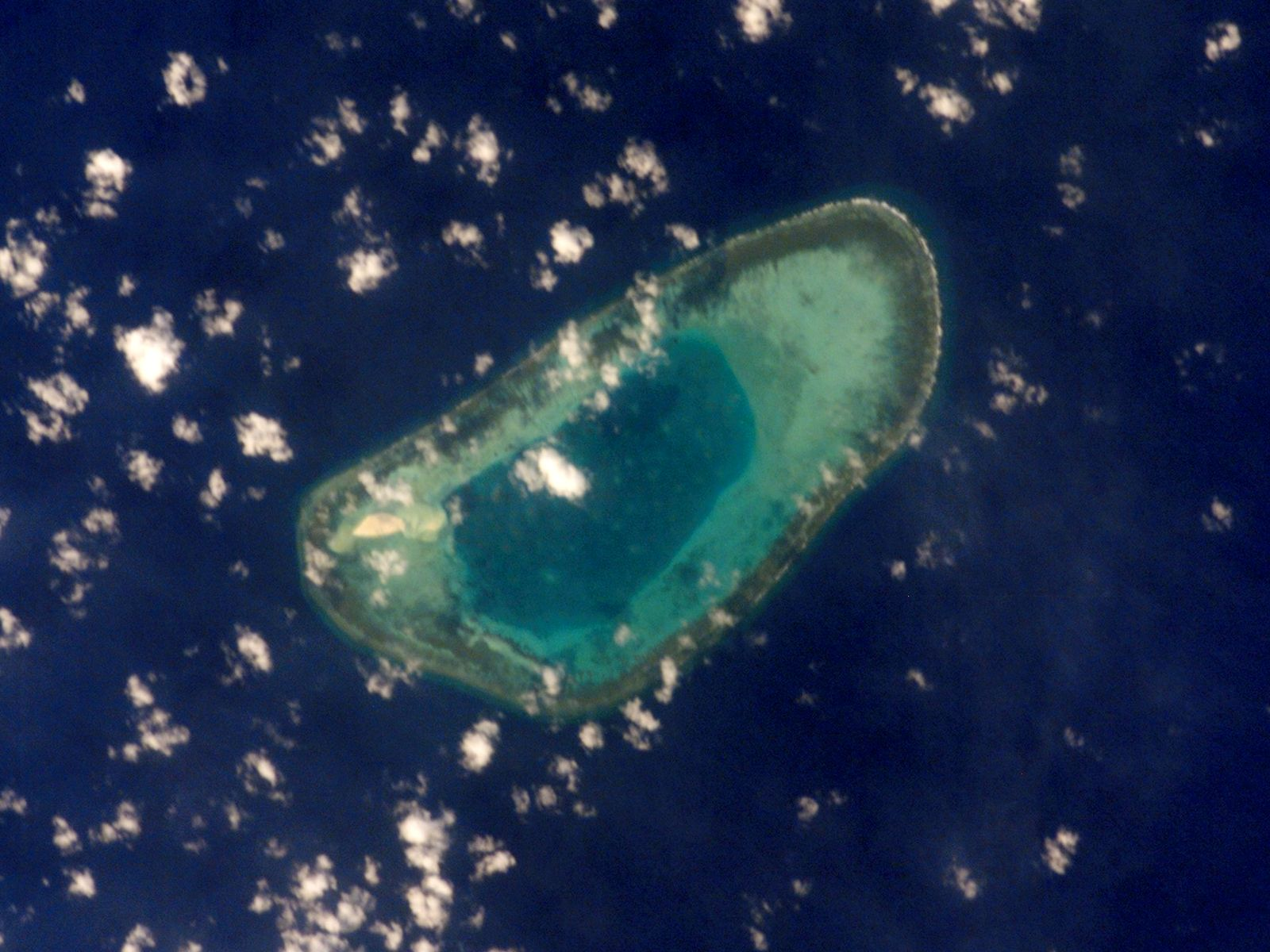
Passu Keah Reef
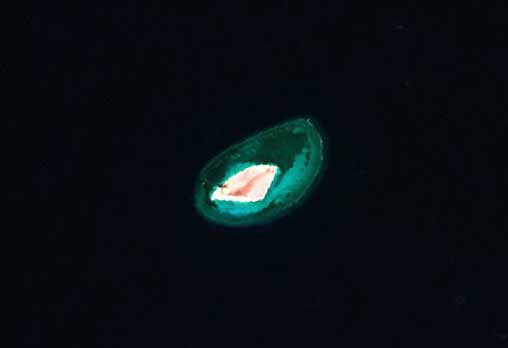
Triton Island